# Forteresse de Magdebourg

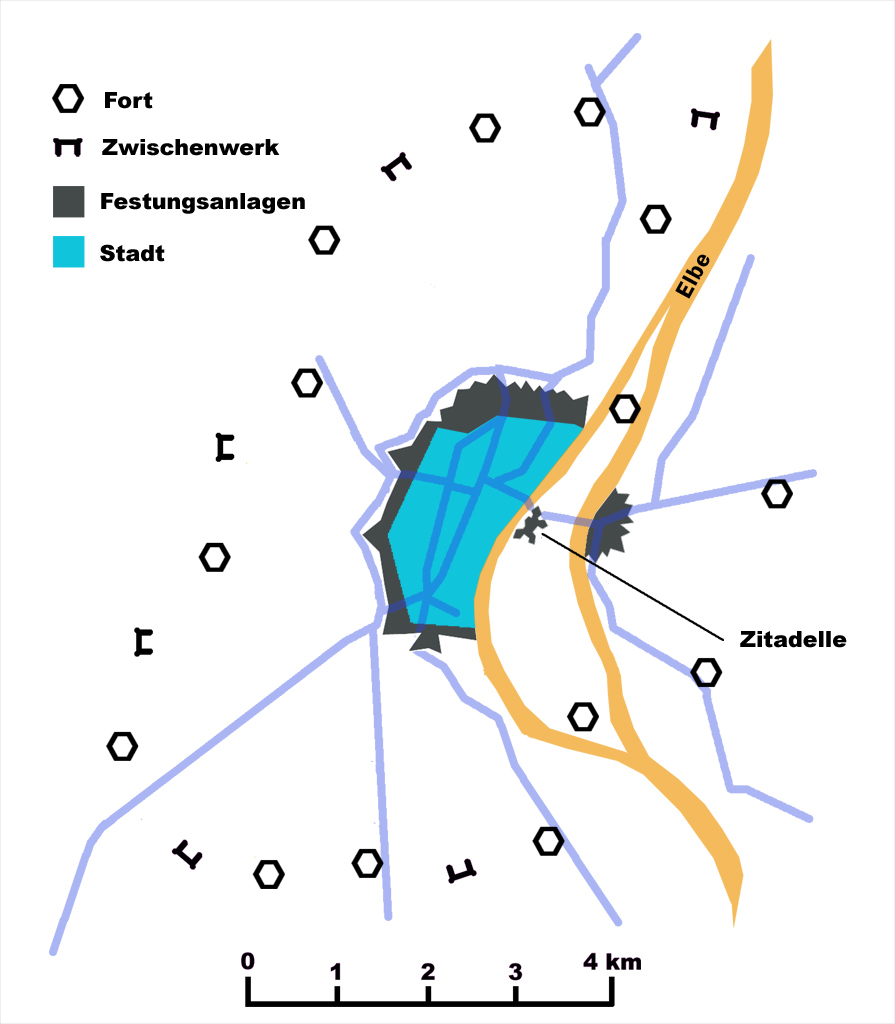
Ceinture fortifiée autour de Magdebourg

La forteresse de Magdebourg est l'une des plus puissantes forteresses de Prusse du début du XVIIIe siècle jusqu'en 1912.

## Histoire

### Développement jusqu'à la guerre de Trente Ans
Les premières fortifications de Magdebourg sont attestées au XIIIe siècle. À cette époque, les remparts entourent la zone de la vieille ville nord actuelle entre la porte Kröken (de) et l'Otto-von-Guericke-Straße ainsi qu'immédiatement au sud de la cathédrale. C'est là que se trouvait, entre autres, la tour de la frontière (de). Des vestiges sont conservés dans la zone de l'église wallonne-Tränsberg. Avec le développement des armes à feu, les anciennes fortifications ne peuvent plus résister aux attaques ennemies. C'est pourquoi, entre 1450 et 1550, d'importants travaux de conversion et d'agrandissement des fortifications de la ville ont lieu à Magdebourg. Cela comprend, entre autres, la construction de nouvelles sections du mur et la construction d'un deuxième mur de la ville et d'un nouveau fossé, de la première fortification du front de l'Elbe et la construction de nouvelles portes de la ville avec des tours d'artillerie. En outre, les fortifications sont également étendues à la rive orientale de l'Elbe. Le système de fortification ainsi renforcé fait ses preuves lors du siège infructueux de 1550/51 à l'occasion de l'application de l'interdiction impériale liée à l'introduction de la Réforme luthérienne. La forteresse de Magdebourg résiste également au siège de 1629 pendant la guerre de Trente Ans. Au fur et à mesure que la guerre progresse, les fortifications sont agrandies d'une profondeur de 40 à 150 mètres sous la direction du colonel suédois Dietrich von Falkenberg (de). Devant les portes, des redoutes et des ouvrages à cornes sont érigés. Cependant, l'expansion du front sud étant négligée, les troupes impériales réussissent à prendre la ville à cet endroit en 1631. Les fortifications sont rasées sur ordre du général Pappenheim.

### La forteresse la plus puissante de Prusse
Jusqu'à la fin de la guerre, la ville de Magdebourg est gérée par la principauté archiépiscopale de Magdebourg, après quoi la ville passe sous la domination de Brandebourg-Prusse. En 1666, l'électeur Frédéric-Guillaume donne l'ordre de réparer les fortifications. La première chose à faire est de renforcer le front de l'Elbe, ce qui permet de créer le bastion de Clèves (de). Un parapet est érigé devant les douves de la ville, et une citadelle environ 800 m² est construite sur l'île de Werder sur l'Elbe. Une deuxième phase d'expansion commence en 1702, sous la direction du gouverneur de Magdebourg, le prince Léopold Ier d'Anhalt-Dessau. En 1713, une ceinture de onze bastions est construite. Dans une troisième phase de construction sous les maîtres bâtisseurs Hans Martin von Bosse et Gerhard Cornelius von Walrave (de), onze autres bastions ainsi que la tour de la redoute (de) et le fort de Berge (de) sont construits. Vers 1740, les fortifications du front nord ont 400 mètres de profondeur, sur le front ouest 600 mètres et sur le front sud entre 300 et 600 mètres. L'ensemble du système de défense couvre une superficie de 200 hectares, qui fait face à 120 hectares de zone urbaine.

### Agrandissement de la forteresse auXIXesiècle

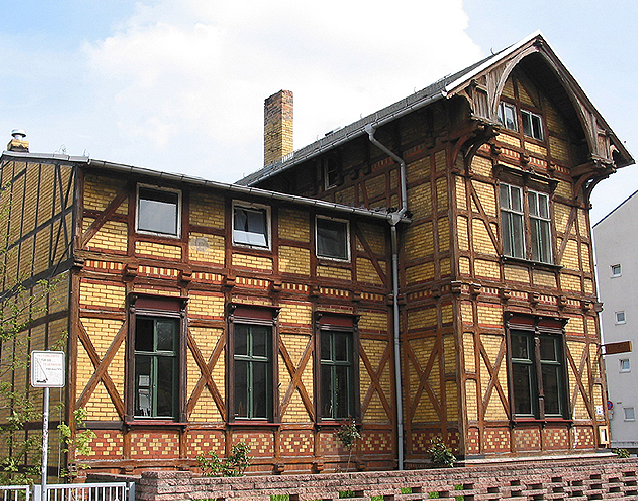
Bâtiment de quartier sur la Steinigstrasse.

Magdebourg est considérée comme la forteresse la plus puissante de Prusse en 1806, est assiégée pendant la guerre de la Quatrième Coalition du 28 octobre au 8 novembre 1806, et livrée presque sans combat aux troupes napoléoniennes par Franz Kasimir von Kleist. En 1807, Magdebourg est intégrée au royaume français de Westphalie et la ville devient un maillon important de la ligne de défense française de l'Elbe. La mesure la plus importante pour la poursuite du développement des fortifications est l'extension des systèmes de glacis, qui s'accompagna du déplacement des faubourgs de Neustadt et de Sudenburg. Le terrain qu'ils occupent jusqu'alors est déclaré zone de tir libre. Pendant la campagne d'Allemagne de 1813 à 1814, Magdebourg résiste aux sièges imposés par les troupes prusso-russes. Après la défaite de Napoléon, les troupes prussiennes entrent à nouveau dans la ville le 24 mai 1814. Avec l'introduction du style de fortification néo-prussien, la forteresse de Magdebourg connaît une nouvelle extension et transformation de ses installations de défense. Ainsi, les remparts sont modernisés, les rives de l'Elbe sont fortifiées et les portes de la forteresse sont construites ou transformées. De nombreux bâtiments militaires, tels que des casernes et des magasins, sont construits à l'intérieur de la forteresse. L'achèvement de la ligne ferroviaire Magdebourg-Leipzig, en 1840 et la création d'autres liaisons ferroviaires entraînèrent de profonds changements dans le système de défense de Magdebourg. Afin de pouvoir faire entrer les lignes de chemin de fer dans la ville, il fallut construire de nouvelles portes de chemin de fer, dont la première est la vieille porte de Leipzig (de), achevée en 1840. Jusqu'en 1873, huit portes de chemin de fer sont construites dans la ceinture de la forteresse. Avec l'introduction du "canon tracté", la nécessité d'agrandir les fortifications se fait à nouveau sentir. À cet effet, une ceinture de 14 forts est construite à partir de 1866, à une distance de 1000 à 3000 mètres de la forteresse centrale. Après l'extension de la zone de rayon, la ceinture de forts est renforcée à partir de 1890 par la construction de huit ouvrages intermédiaires.

### Démantèlement de la forteresse
Après l'ordre du cabinet impérial du 8 décembre 1886 a déjà décidé du démantèlement général des forteresses en Empire allemand, le décret du cabinet du 23 janvier 1900 supprime le statut de forteresse de Magdebourg et autorise la vente du terrain de la forteresse. La ville profite de l'abandon des fortifications pour acquérir la plupart des terrains afin d'étendre les habitations et d'améliorer l'infrastructure. Au nord, la ville est reliée à la Neustadt, incorporée en 1886, à l'ouest est créée Wilhelmstadt et les constructions au sud assurent la liaison avec Buckau, incorporée en 1887. La démolition des portes de la ville a déjà commencé en 1888. Les deux plus grandes fortifications, le fort Stern et la citadelle, sont démolies respectivement en 1903 et 1922. Seule une grande partie des fortifications du front ouest est conservée. Cinq forts sont totalement éliminés, les autres sont d'abord transformés pour un usage civil. Après la Seconde Guerre mondiale, il ne reste plus que des vestiges de ces derniers.

## Vue d'ensemble des fortifications

### Front nord
| Objet                      | Image | Construction       | Démolition, état actuel                                                                 | Numéro dans le liste des monuments | Emplacement |
| -------------------------- | ----- | ------------------ | --------------------------------------------------------------------------------------- | ---------------------------------- | --- |
| Fort-Ferdinand             |       | vers 1720          | vers 1890 démolition complète                                                           |                                    | Gareisstr. / Denhardtstr.                                                                                      |
| Bastion de Hesse (de)      |       | 1688               | vers 1890 démolition complète                                                           |                                    | Universitätsplatz / tunnel B1                                                                                  |
| Bastion de la Marche       |       | vers 1690          | vers 1890 démolition complète                                                           |                                    | 52°08′N 11°39′E / 52.14°N 11.65°E                                                                              |
| Bastion de Lunebourg       |       | vers 1720          | vers 1890 démolition complète                                                           |                                    | Denhardtstrasse                                                                                                |
| Bastion Hesse détaché (de) |       | entre 1717 et 1740 | Parties des casemates conservées                                                        | 094 18233                          | 52°08′N 11°39′E / 52.14°N 11.65°E Hohepfortestraße, immédiatement à l'ouest de la salle de sport universitaire |
| Bastion de Prusse          |       | 1688               | vers 1890 démolition complète                                                           |                                    | 52°08′N 11°39′E / 52.14°N 11.65°E                                                                              |
| Porte Haute (de)           |       | après 1230         | 1888 démolition à l'exception d'un pilier de porte, qui a été déplacé au Hohepfortepark | 5422                               | 52°08′N 11°39′E / 52.14°N 11.65°E                                                                              |
| Porte Kröken (de)          |       | après 1230         | 1888 démolition totale                                                                  |                                    | 52°08′N 11°39′E / 52.14°N 11.65°E                                                                              |
| Caserne de la Marche (de)  |       | 1863               | Aile Est démolie                                                                        | 1730                               | 52°08′N 11°39′E / 52.14°N 11.65°E                                                                              |

### Front Ouest
| Objet                                                                            | Image | Construction | Démolition, état actuel | Numéro dans le liste des monuments | Emplacement                                                         |
| -------------------------------------------------------------------------------- | ----- | ------------ | --- | ---------------------------------- | ------------------------------------------------------------------- |
| Bastion d'Anhalt                                                                 |       | 1690         | Démolition totale 1871/73 |                                    | O.-v.- Guericke-Str. / Danzstr.                                     |
| Bastion de Brunswick (de)                                                        |       | 1720         | Démolition partielle en 1890 ; en grande partie intégré dans le parc ; structures en grande partie conservées | 3440                               | 52°08′N 11°39′E / 52.14°N 11.65°E                                   |
| Bastion d'Halberstadt (de)                                                       |       | 1707         | Démolition en 1890, restes encore présents | 942                                | 52°08′N 11°39′E / 52.14°N 11.65°E                                   |
| Bastion de Magdebourg                                                            |       | 1706         | Démolition totale 1871/73 |                                    | Erzberger Str. / Virchowstr.                                        |
| Bastion de Minden                                                                |       | 1709         | |                                    | E.-Reuter-Allee / Adelheidring                                      |
| Bastion de Poméranie                                                             |       | 1709         | |                                    | Maybachstraße                                                       |
| Bastion de Ravensberg                                                            |       | 1706         | |                                    | Damaschkeplatz / Editharing                                         |
| Bastion Stille                                                                   |       | 1715         | |                                    |                                                                     |
| Bastion Arnim                                                                    |       | 1715         | |                                    |                                                                     |
| Bastion Dönhoff                                                                  |       | 1715         | |                                    |                                                                     |
| Bastion Frédéric                                                                 |       | 1715         | Démolition totale 1871/73 |                                    |                                                                     |
| Bastion Henri                                                                    |       | 1715         | Démolition totale 1871/73 |                                    |                                                                     |
| Bastion Léopold                                                                  |       | 1715         | |                                    |                                                                     |
| Bastion Orange                                                                   |       | 1715         | |                                    |                                                                     |
| Bastion Guillaume                                                                |       | 1715         | |                                    |                                                                     |
| Cavalier IV                                                                      |       | 1871/73      | partie sud démolie après 1900 en même temps que la porte du chemin de fer d'Helmstedt |                                    | 52°08′N 11°39′E / 52.14°N 11.65°E                                   |
| Cavalier V                                                                       |       | 1871/73      | bien conservé, à l'exception de destructions partielles en 1971/73, depuis 2015 conservation et utilisation touristique par "Sanierungsverein Ravelin II".                                                                                      | 4796                               | 52°08′N 11°39′E / 52.14°N 11.65°E                                   |
| Ravelin II                                                                       |       | 1871/73      | bien conservé, à l'exception de destructions partielles en 1971/73, depuis 2015 conservation et utilisation touristique par "Sanierungsverein Ravelin II".                                                                                      |                                    | 52°08′N 11°39′E / 52.14°N 11.65°E                                   |
| Cavalier VI                                                                      |       | 1871/74      | abandonnée en 1912, bien conservée | 4797                               | 52°08′N 11°39′E / 52.14°N 11.65°E                                   |
| Cavalier VII                                                                     |       | 1871/73      | partie nord préservée | 4817                               | 52°08′N 11°39′E / 52.14°N 11.65°E                                   |
| Ravelin III                                                                      |       | 1871/73      | abgerissen | 4817                               |                                                                     |
| Cavalier VIII                                                                    |       | 1871/73      | Démolition totale 1900 |                                    | 52°08′N 11°39′E / 52.14°N 11.65°E                                   |
| Fossé occidental de la forteresse avec cuvette, mur d'escarpe et de contrescarpe |       |              | fossé ouest de la forteresse bien conservé sur une longueur de plus de 1250 mètres ; murs d'escarpe et de contrescarpe conservés sur de longues distances                                                                                       |                                    | 52°08′N 11°39′E / 52.14°N 11.65°E                                   |
| Glacis des sections occidentales de la forteresse                                |       |              | Dans la partie ouest, des parties considérables de l'ancien glacis sont intégrées dans des parcs. Ainsi, le glacis à l'ouest du Ravelin II fait partie du Glacis-Park, celui à l'ouest du Ravelin III fait partie d'un petit parc à Editharing. |                                    | 52°08′N 11°39′E / 52.14°N 11.65°E 52°08′N 11°39′E / 52.14°N 11.65°E |
| Porte du chemin de fer de Berlin                                                 |       | 1870/73      | Démolition totale 1890 |                                    | 52°08′N 11°39′E / 52.14°N 11.65°E                                   |
| Porte du chemin de fer d'Helmstedt                                               |       | 1870/73      | démolie en 1890 |                                    | Südende der Maybachstraße                                           |
| Ancien porte Ulrich                                                              |       | 12./13. Jh.  | Démolition totale 1871/72 |                                    | Westseite Ulrichsplatz                                              |
| Nouvelle porte Ulrich                                                            |       | 1869/73      | Démolition totale 1896 |                                    | 52°08′N 11°39′E / 52.14°N 11.65°E                                   |

### Front sud
| Objet                                         | Image | Construction                                                  | Démolition, état actuel | Numéro dans le liste des monuments | Emplacement                               |
| --------------------------------------------- | ----- | ------------------------------------------------------------- | --- | ---------------------------------- | ----------------------------------------- |
| Bastion Arnim                                 |       | 1715                                                          | Démolition totale 1871/72 |                                    | Breiter Weg / Anhaltstr.                  |
| Bastion de Clèves (de)                        |       | 1709                                                          | … recouvert par un espace vert, dégagé et reconstruit en 2010 | 5049                               | 52°08′N 11°39′E / 52.14°N 11.65°E.        |
| Cavalier I (Cavalier Scharnhorst)             |       | 1871/73                                                       | 1878 désaffecté et transformé en caserne, construction existante transformée en maison mitoyenne | 1433, 4780, 4779                   | 52°08′N 11°39′E / 52.14°N 11.65°E         |
| Station d'eau de réserve de guerre            |       | 1883/85                                                       | à partir de 1945, en grande partie enseveli sous les décombres de la guerre, en août 2018, la couverture de terre exposée a été entièrement ensevelie sous les gravats, le 6 mai 2021, le conseil municipal a approuvé la suppression de l'usine hydraulique au profit d'un projet de construction de logements |                                    | 52°08′N 11°39′E / 52.14°N 11.65°E         |
| Cavalier II (Fort de Berge) (de)              |       | 1re moitié du 18e siècle, transformations en 1869 et 1871     | 1903 démolition totale, Sterntor reconstruit à un autre endroit |                                    | 52°08′N 11°39′E / 52.14°N 11.65°E         |
| Cavalier III                                  |       | 1871/73                                                       | Démolition entre 1896 et 1933, restes existants | 4806                               | 52°08′N 11°39′E / 52.14°N 11.65°E         |
| Ravelin I                                     |       | 1871/73                                                       | Démolition ; recouvert par la voie ferrée et Carl-Miller-Bad |                                    | 52°08′N 11°39′E / 52.14°N 11.65°E         |
| Fossé sud de la forteresse avec mur d'escarpe |       |                                                               | Le mur d'escarpe au sud du Cavalier I est partiellement conservé. Il a été enseveli et a été dégagé sur une longueur d'environ 90 mètres. |                                    | 52°08′N 11°39′E / 52.14°N 11.65°E         |
| Glacis des sections sud de la forteresse      |       |                                                               | Partiellement conservé dans des parcs. Le glacis au sud-ouest du Ravelin I fait partie d'un petit parc entre la Hellestrasse et la Carl-Miller-Strasse, celui au sud du Cavalier I fait partie du jardin de l'abbaye de Berge.                                                                                  |                                    | 52°08′N 11°39′E / 52.14°N 11.65°E         |
| Porte de Buckau (de)                          |       | 1870/73                                                       | 1899 démolition totale, surface entièrement construite |                                    | 52°08′N 11°39′E / 52.14°N 11.65°E         |
| Porte du chemin de fer de Buckau              |       | 1872/73                                                       | démoli après 1890, restes existants | 4807                               | 52°08′N 11°39′E / 52.14°N 11.65°E         |
| Portes de la gare de l'Elbe                   |       | 1870/73                                                       | 1900 en grande partie rasé | 4130                               | 52°08′N 11°39′E / 52.14°N 11.65°E         |
| Nouvelle porte de Leipzig                     |       | 1872/73                                                       | démolie en 1890 |                                    | à l'ouest de la rue de la porte de Buckau |
| Ancienne porte de Sudenburg                   |       | origine XIIe siècle, nouvelle construction 1546, rénovée 1773 | 1871/72 démolition, 2010 restes mis au jour |                                    | 52°08′N 11°39′E / 52.14°N 11.65°E         |
| Nouvelle porte de Sudenburg                   |       | 1869/73                                                       | Démolition en 1896, restes conservés | 4801, 4802                         | 52°08′N 11°39′E / 52.14°N 11.65°E         |

### Rive occidentale de l'Elbe
| Objet                           | Image | Construction     | Démolition, état actuel                                   | Numéro dans le liste des monuments | Emplacement                          |
| ------------------------------- | ----- | ---------------- | --------------------------------------------------------- | ---------------------------------- | ------------------------------------ |
| Vieux mur de la ville           |       | 1275, 1525, 1725 | largement préservé                                        | 305, 3027, 854, 5539, 301, 2866    | à l'ouest de Dom jusqu'à Lukasklause |
| Kiek in de Köken (de)           |       | 1431             | préservé                                                  | 304                                | 52°08′N 11°39′E / 52.14°N 11.65°E    |
| Lukasklause (de)                |       | XIIIe siècle     | Conservé, utilisé comme musée Otto von Guericke           | 5423                               | 52°08′N 11°39′E / 52.14°N 11.65°E    |
| Ancienne porte de Leipzig (de)  |       | 1839/40          | démolie à l'exception de quelques vestiges                | 3024                               | 52°08′N 11°39′E / 52.14°N 11.65°E    |
| Ancienne porte du pont (de)     |       | XVe siècle       | après 1945 démolition totale                              |                                    | 52°08′N 11°39′E / 52.14°N 11.65°E    |
| Nouvelle porte de pont (de)     |       | 1860             | après 1945 démolition totale                              |                                    | 52°08′N 11°39′E / 52.14°N 11.65°E    |
| Porte ferroviaire de Wittemberg |       | 1848/51          | 1900 démolition du portail extérieur, vestiges conservés. | 5057                               | 52°08′N 11°39′E / 52.14°N 11.65°E    |

### Werder et rive orientale de l'Elbe
| Objet                                    | Image | Construction | Démolition, état actuel                           | Numéro dans le liste des monuments | Emplacement                       |
| ---------------------------------------- | ----- | ------------ | ------------------------------------------------- | ---------------------------------- | --------------------------------- |
| Citadelle                                |       | 1683-1702    | 1926/27 démoli à l'exception de quelques vestiges | 5001, 1986                         | 52°08′N 11°39′E / 52.14°N 11.65°E |
| Tour de la redoute (de)                  |       | 1718         | vers 1890 démolition totale                       |                                    | 52°08′N 11°39′E / 52.14°N 11.65°E |
| Ailes est sur le Werder                  |       | 1846         | démolition totale                                 |                                    | 52°08′N 11°39′E / 52.14°N 11.65°E |
| Usine centrale sur le Werder             |       | 1846         | démolition totale                                 |                                    | 52°08′N 11°39′E / 52.14°N 11.65°E |
| Ailes ouest sur le Werder                |       | 1846         | démolition totale                                 |                                    | 52°08′N 11°39′E / 52.14°N 11.65°E |
| Porte Charlotte (de)                     |       | vers 1820    | vers 1890 démolition totale                       |                                    | 52°08′N 11°39′E / 52.14°N 11.65°E |
| Porte de chemin de fer à Friedrichstadt  |       |              | démolition totale                                 |                                    | 52°08′N 11°39′E / 52.14°N 11.65°E |
| Porte de Cracovie (de)                   |       | 1730/31      | après 1900 démolition totale                      |                                    | 52°08′N 11°39′E / 52.14°N 11.65°E |
| Porte de chemin de fer de Friedrichstadt |       | 1846         | après 1890 démolition totale                      |                                    | 52°08′N 11°39′E / 52.14°N 11.65°E |

### Ceinture fortifiée
| Objet                | Image | Construction | Démolition, état actuel | Numéro dans le liste des monuments | Emplacement                       |
| -------------------- | ----- | ------------ | --- | ---------------------------------- | --------------------------------- |
| Fort I (de)          |       | 1866/73      | vers 1920 Démolition totale |                                    | 52°08′N 11°39′E / 52.14°N 11.65°E |
| Entrepôt Ia          |       | 1890/91      | bien conservé | 2996                               | 52°08′N 11°39′E / 52.14°N 11.65°E |
| Fort II (de)         |       | 1866/73      | après 1900 démolition, à l'exception de quelques restes, contour du terrain conservé comme espace vert                                                      | 107 65005                          | 52°08′N 11°39′E / 52.14°N 11.65°E |
| Fort IIa             |       | 1871/73      | reconstruit en 1892/93, à partir de 1917 dépôt de poudre, dans les années 1980 objet de la défense civile, partiellement conservé                           | 912                                | 52°08′N 11°39′E / 52.14°N 11.65°E |
| Entrepôt IIb         |       | 1890/91      | dans les années 1920 démolition totale, contour du terrain conservé comme espace vert                                                                       |                                    | 52°08′N 11°39′E / 52.14°N 11.65°E |
| Fort III             |       | 1866/73      | reconstruit en 1890, plus tard démolition totale, terrain conservé comme espace libre                                                                       |                                    | 52°08′N 11°39′E / 52.14°N 11.65°E |
| Entrepôt IIIa        |       | 1890/91      | vers 1930 Démolition totale, surface entièrement construite                                                                                                 |                                    | 52°08′N 11°39′E / 52.14°N 11.65°E |
| Fort IV              |       | 1866/73      | 1912 Démolition totale, surface entièrement construite |                                    | 52°08′N 11°39′E / 52.14°N 11.65°E |
| Entrepôt IVa         |       | 1890/91      | à partir du milieu des années 1920 utilisation publique, bien conservé, maintenant Oekozentrum und -Institut Magdeburg                                      | 1479                               | 52°08′N 11°39′E / 52.14°N 11.65°E |
| Fort V               |       | 1866/73      | comblé après 1945, partiellement conservé |                                    | 52°08′N 11°39′E / 52.14°N 11.65°E |
| Fort VI              |       | 1866/73      | après 1920 école forestière, après 1945 administration d'état, défense civile, bien conservé                                                                | 2172                               | 52°08′N 11°39′E / 52.14°N 11.65°E |
| Entrepôt VIa         |       | 1890/91      | à partir du milieu des années 1920 utilisation à des fins sociales, bien conservé                                                                           | 5046                               | 52°08′N 11°39′E / 52.14°N 11.65°E |
| Fort VII             |       | 1866/73      | depuis 1920 installation sportive, restes existants | 3683, 5398                         | 52°08′N 11°39′E / 52.14°N 11.65°E |
| Ancien fort VIII     |       | 1866/73      | à partir de 1888 démolition progressive, surface entièrement construite                                                                                     |                                    | 52°08′N 11°39′E / 52.14°N 11.65°E |
| Nouveau fort VIII    |       | 1890/91      | 1912 démolition totale, surface entièrement construite |                                    | 52°08′N 11°39′E / 52.14°N 11.65°E |
| Entrepôt VIII a (de) |       | 1890/91      | après 1910 Démolition totale, surface entièrement recouverte                                                                                                |                                    | 52°08′N 11°39′E / 52.14°N 11.65°E |
| Fort IX              |       | 1866/73      | 1900-1945 terrain d'entraînement militaire, ensuite décombres, surface entièrement construite                                                               |                                    | 52°08′N 11°39′E / 52.14°N 11.65°E |
| Fort X               |       | 1866/73      | Transformation en 1892, démantèlement progressif à partir de 1933, surface entièrement recouverte                                                           |                                    | 52°08′N 11°39′E / 52.14°N 11.65°E |
| Fort XI              |       | 1866/73      | à partir de 1912 démantèlement partiel, restes conservés | 4342                               | 52°08′N 11°39′E / 52.14°N 11.65°E |
| Fort XII (de)        |       | 1866/73      | Intégré au Rothehornpark en 1980, utilisation par l'État dans les années 1980, puis utilisation comme restaurant, fossé et restes de construction existants | 1618                               | 52°08′N 11°39′E / 52.14°N 11.65°E |